# Зелеменів (заповідне урочище)
Зелеме́нів — заповідне урочище в Україні. Розташоване в межах Болехівської міської громади Калуського району Івано-Франківської області, на південний захід від сіл Сукіль та Козаківка.
Площа 438,7 га. Статус надано згідно з рішенням обласної ради від 12.03.2004 року № 350-10/2004. Перебуває у віданні ДП «Болехівський держлісгосп» (Сукільське л-во, кв. 9, вид. 5-14, 18-24, 30, 31, 33-50; кв. 14, вид. 1-23, 25-31, 35, 36; кв. 17, вид. 1-16, 17-32; кв. 20, вид. 1-34).
Статус надано для збереження частини лісового масиву у східній частині хребта Зелем'янка (масив Сколівські Бескиди), у верхів'ях річки Сукіль та потоку Зелеменів (басейн Суколю).